# Keith Gordon
Keith Gordon (Nueva York, 3 de febrero de 1961) es un actor y director de cine estadounidense.

## Carrera
Como actor, su papel más reconocido fue el de Arnie Cunningham, en la película Christine de 1983, dirigida por John Carpenter y basada en la novela homónima de Stephen King. Ha dirigido capítulos de series famosas como Dexter y The Killing. En el 2014 dirigió un episodio de la serie de televisión The Strain, y en el 2015 dirigió dos episodios de la serie Fargo.

## Filmografía

### Cine y televisión
| Título                       | Año        | Papel |
| ---------------------------- | ---------- | --- |
| Legión                       | 2018       | Director (episodio "Chapter 19") |
| Better Call Saul             | 2017       | Director (episodio "Off Brand") |
| Homeland                     | 2013-2017  | Director (episodios "Good Night", "Trylon and Perisphere", "Super Powers", "Fair Game", "The Man in the Basement") |
| The Leftovers                | 2014-2017  | Director (episodios "Two Boats and a Helicopter", "Ten Thirteen", "Don't Be Ridiculous") |
| Fargo                        | 2015- 2017 | Director (episodios "Did you do this? No, you did it!", "Loplop", "Aporia", "Somebody to Love") |
| The Strain                   | 2014       | Director (episodio "It's Not for Everyone") |
| The Killing                  | 2011-2012  | Director (episodios Beau Soleil, Donnie or Marie) |
| Rubicon                      | 2010       | Director (episodio In Whom We Trust) |
| Dexter                       | 2006-2010  | Director (episodios Truth Be Told, The Dark Defender, Morning Comes, Our Father, All In The Family, Do You Take Dexter Morgan, Dirty Harry, Lost Boys, In The Beginning)/Actor (Kyle Butler #2, episodio Hello, Dexter Morgan) |
| House M.D.                   | 2005       | Director (episodio Sports Medicine) |
| The Singing Detective        | 2003       | Director |
| Night Visions                | 2002       | Director (episodio Patterns) |
| Shadow Realm                 | 2002       | Director (segmento Patterns) |
| Delivering Milo              | 2001       | Actor (Mr. Baumgartner) |
| Waking the Dead              | 2000       | Director/Productor |
| The Player                   | 1997       | Actor |
| Mother Night                 | 1996       | Director/Productor |
| Fallen Angels                | 1995       | Director (episodio The Black Bargain) |
| I Love Trouble               | 1994       | Actor (Andy) |
| Homicide: Life on the Street | 1994       | Director (episodio Extreme Unction) |
| Wild Palms                   | 1993       | Director (episodios Hungry Ghosts, The Floating World) |
| Brooklyn Bridge              | 1993       | Actor (Cousin Herbie, episodio The Wild Pitch) |
| A Midnight Clear             | 1992       | Director/Guionista |
| WIOU                         | 1990       | Actor (George Lewis, episodios Do The Wrong Thing, Mother Nature's Son) |
| Miami Vice                   | 1989       | Actor (Prof. Terrence Baines, episodio Leap Of Faith) |
| The Chocolate War            | 1988       | Director/Guionista |
| Academia de Combate          | 1986       | Actor (Max Mendelsson) |
| Back to School               | 1986       | Actor (Jason Melon) |
| Static                       | 1985       | Actor (Ernie Blick) |
| The Legend of Billie Jean    | 1985       | Actor (Lloyd Muldaur) |
| Single Bars, Single Women    | 1984       | Actor (Lionel) |
| Christine                    | 1983       | Actor (Arnie Cunningham) |
| American Playhouse           | 1982       | Actor |
| Kent State                   | 1981       | Actor (Jeff Miller) |
| Dressed to Kill              | 1980       | Actor (Peter Miller) |
| Home Movies                  | 1980       | Actor (Dennis Byrd) |
| All That Jazz                | 1979       | Actor (Joe) |
| Studs Lonigan                | 1979       | Actor (Paulie) |
| Meeting Halfway              | 1979       | Actor |
| Tiburón 2                    | 1978       | Actor (Doug Fetterman) |
| Medical Center               | 1975       | Actor (Herbie, episodio The Price Of A Child) |